# Salone dell'automobile di Nuova Delhi

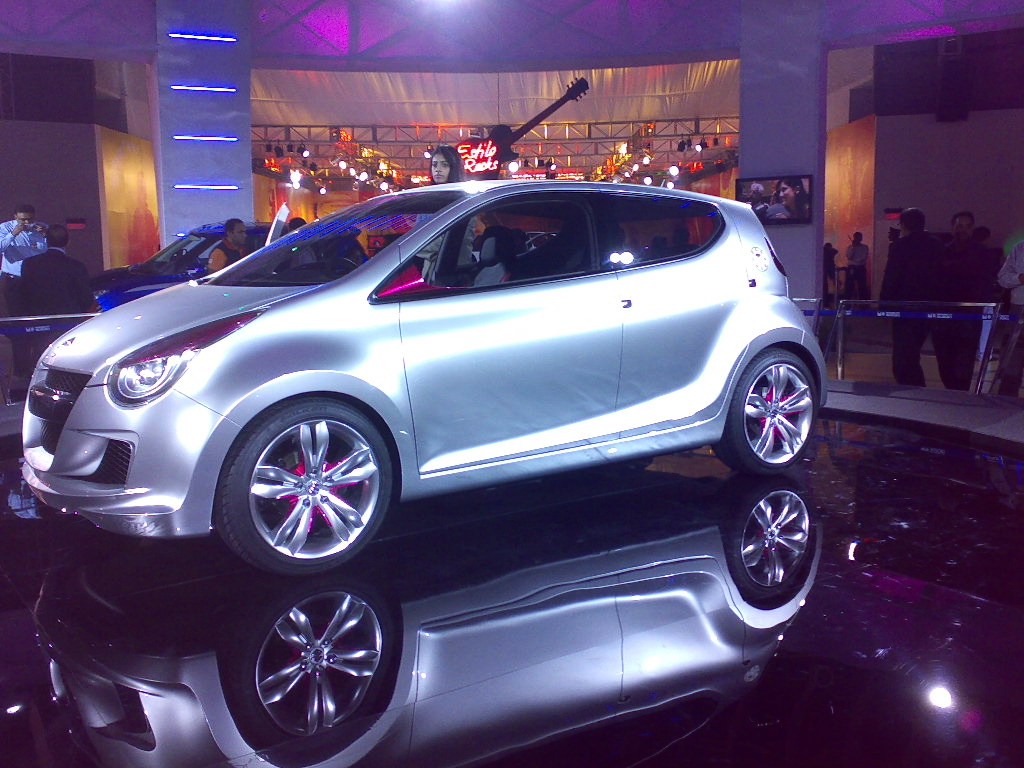
Un'immagine del salone

Il Salone dell'automobile di Nuova Delhi (in inglese Auto Expo) è un salone dell'automobile che si svolge ogni due anni a gennaio nella città indiana.
Ha luogo nel Pragati Maidan ed è organizzato dal the Automotive Component Manufacturers Association (ACMA), dal Confederation of Indian Industry (CII) e dalla Society of Indian Automobile Manufacturers (SIAM).
L'edizione del 2008 è stata la prima ad essere accreditata dall'OICA.